# Bishop (obusier)
Pour les articles homonymes, voir Bishop.
Le Bishop est un canon automoteur britannique de la Seconde Guerre mondiale basé sur le char Valentine. Résultat d'une tentative précipitée pour créer un canon automoteur à partir de l'obusier Ordnance QF de 25 livres, il connut de nombreux problèmes, fut produit en petite quantité (seulement 100 exemplaires) et rapidement remplacé par de meilleurs modèles.

## Histoire et description
La guerre de mouvement de la campagne d'Afrique du Nord conduisit au projet d'une unité d'artillerie automotrice armé de l'obusier Ordnance QF de 25 livres. En juin 1941, son développement fut confié à la Birmingham Railway Carriage and Wagon Company. Le résultat fut le véhicule appelé Ordnance QF 25-pdr on Carrier Valentine 25-pdr Mk 1 et universellement connu comme le Bishop.
Il était basé sur le châssis du char Valentine II, avec une tourelle remplacée par un compartiment fixe muni de grandes portes arrière, où on installa le canon de 25 livres. De ce fait, le Bishop était très haut. D'ailleurs, le surnom Bishop lui vient de sa forme, rappelant celle de la mitre des évêques catholiques. La hausse maximale de l'obusier fut limitée à 15°, ce qui diminua considérablement sa portée, à environ 6 km (soit la moitié de sa portée sur affût tracté). La hausse négative maximale était de 5° et latéralement de 8°. En plus de son canon, le Bishop pouvait être équipé d'une mitrailleuse légère Bren .303.
La commande initiale était de 100 unités, qui furent livrées en 1942. Cinquante autres furent commandées, mais on ignore si elles furent livrées.

## Histoire au combat
Le Bishop connut son baptême du feu lors de la seconde bataille d'El Alamein et resta en service au début de la campagne d'Italie. Du fait des défauts exposés, ajoutés à la lenteur caractéristique des chars Valentine, le Bishop fut presque toujours détesté. Pour compenser sa hausse faible, les équipages étaient souvent obligés de construire des rampes où le faire monter.

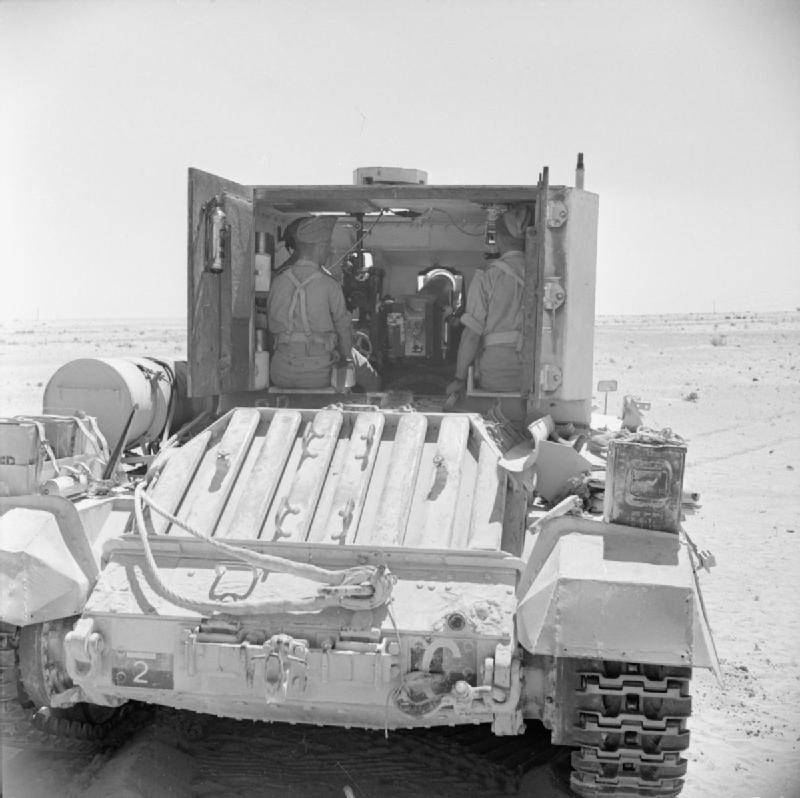
Bishop en Afrique du Nord, 25 septembre 1942. Vue arrière avec les portes ouvertes.

Il fut remplacé par le M7 Priest (canon de 105 mm) et le Sexton (canon de 25 livres) dès que ceux-ci furent disponibles en nombre suffisant.